# Mackenziaena leachii
Mackenziaena leachii е вид птица от семейство Thamnophilidae.

## Разпространение
Видът е разпространен в Аржентина, Бразилия и Парагвай.